# Matthew E. Butler
Matthew E. Butler é um especialista em efeitos especiais. Nomeado ao Óscar por Transformers: Dark of the Moon, foi, também, nomeado ao Óscar 2019 na categoria de Melhores Efeitos Visuais por Ready Player One.